# Muntele Gauss
Muntele Gauss (în germană Gaussberg) este un vulcan inactiv înalt de 370 de metri din Ținutul Wilhelm al II-lea, Antarctica.